# Lettres d'un cultivateur américain
Les Lettres d’un cultivateur américain sont la version considérablement augmentée et plus littéraire en langue française d’un ouvrage publié pour la première fois en anglais sous le titre Letters from an American Farmer à Londres en 1782 par Michel Guillaume Jean de Crèvecoeur, dit J. Hector St John, un gentilhomme normand immigré dans les colonies américaines et devenu gentleman farmer. Également éditées à Philadelphie, ainsi qu’à Dublin, Belfast, Maastricht et Leipzig, ces Lettres rencontrèrent un succès immédiat en Europe. Bien que l’édition française de 1784 soit très augmentée et plus littéraire que l’original, la version anglaise originale de certaines de ses lettres ne sera éditée, sous le titre de Sketches of Eighteenth Century America, qu’en 1925. En 1787, il publie une nouvelle édition en trois tomes de ses Lettres.
Les Lettres d’un cultivateur américain ont été le premier ouvrage à décrire aux Européens – à l’aide de beaucoup de termes d’anglais américain – la vie sur la frontière américaine. Il fournit une image complète des manières, des coutumes, de l'éducation, de la vie animale et végétale américaine, de Nantucket à Charleston du point de vue d’un provincial cherchant à répondre aux questions européennes typiques concernant l’Amérique. La partie la plus mémorable est la lettre III intitulée What is an American? Le lecteur y trouve une description du climat et des produits si élogieuse que plus de cinq cents familles quittèrent la France sur la foi de son récit pour s’installer dans l’Ohio où la plupart d’entre elles périrent.
Cette œuvre a néanmoins fourni le discernement et les informations utiles du « Nouveau Monde » qui ont aidé à créer une identité américaine dans l’esprit des Européens en décrivant un pays tout entier plutôt que chaque région coloniale. Les Lettres d’un cultivateur américain sont une célébration de l’ingéniosité et de la simplicité du style de vie des Américains. Elles définissent l’acceptation de la diversité religieuse dans un melting pot issu d’une variété de milieux ethniques et culturels et dépeignent la société américaine comme caractérisée par des principes d’égalité des chances et d’autodétermination. Leur auteur a surtout été le premier à explorer le concept de « rêve américain ».

## Éditions
- Pierre Louis de Lacretelle, (éd.), Lettres d’un cultivateur américain : écrites à W. S. (William Seton), écuyer, depuis l’année 1770 jusqu’à 1781, traduites de l’anglois par ***, Paris, Cuchet, 1784, xxiv-422, 2 vol. ; in-16 (OCLC 491140406) ; vol. 1 sur Gallica ; vol. 2 sur Gallica.
- Lettres d’un cultivateur américain adressées à Wm S...on, Esqr, depuis l’année 1770 jusqu’en 1786 : trad. de l’anglois…, t. 3, Paris, Cuchet, 1787, 592 p., 3 vol. in-8° (OCLC 716439187, lire en ligne sur Gallica).